# Sie7e (cantor)
David Rodríguez Labault (Bayamón, 7 de julho de 1977) é um cantor e compositor porto-riquenho, vencedor do Grammy Latino.

## Carreira
Participou de Grupos musicais como Los Rituales e do infantil Atención Atención. Em 2011 Lançou o Single "Tengo Tu Love", sucesso em vários países, e regravada em diferentes gêneros. Assinou contrato primeira vez com a gravadora Universal Music, mas em 2011, rompeu, assinando com a Warner Music Latina.
Rodríguez tem uma esposa, Jessica, e um filho, Jai. 10 de novembro de 2011, ele ganhou o Grammy Latino de Melhor Artista.
Tem o nome Sie7e graças a data do seu nascimento 07-07-77.

## Discografia
- Sie7e (2006)
- For Me (2008)
- Mucha Cosa Buena (2011)